# Fritz Fuchs (Fußballspieler)
Fritz Fuchs (* 18. Oktober 1943 in Kaiserslautern) ist ein deutscher Fußballtrainer und ehemaliger Fußballspieler.

## Karriere

### Spieler
Fritz Fuchs absolvierte von 1969 bis 1975 insgesamt 168 Bundesligaspiele für den 1. FC Kaiserslautern und erzielte dabei 12 Tore. Davor spielte er für den legendären „Dorfverein“ SV Alsenborn, der mehrfach knapp in der Bundesliga-Aufstiegsrunde scheiterte.

### Trainer
Der Höhepunkt seiner Trainerkarriere in den 1980er und 1990er Jahren war der Bundesliga-Aufstieg im Jahr 1986 mit dem krassen Außenseiter FC 08 Homburg. Im Oberhaus wurde er aber nach nur drei Spielen aufgrund von Differenzen mit dem Vorstand über die sportliche Ausrichtung beurlaubt.
In der 2. Bundesliga trainierte er davor den SC Freiburg (1983/84) und Kickers Offenbach (1984/85). Danach betreute er in der Zweiten Liga noch Arminia Bielefeld (1986–1988), nochmals den SC Freiburg (Januar bis April 1989) und den 1. FC Saarbrücken (1993/94). In der Regionalliga war er Trainer beim 1. FC Union Berlin (30. September 1998 bis 1. Juni 1999) und anschließend bei Rot-Weiss Essen (bis zum  27. Oktober 1999). In der Saison 2005/06 betreute er die Amateure des 1. FC Saarbrücken in der Oberliga Südwest und erreichte mit der Mannschaft Platz 5. Für ein Spiel war er zudem Interimstrainer der ersten Mannschaft in der 2. Bundesliga.
Von August 2013 bis Ende der Saison 2014/15 trainierte Fuchs den Landesligisten SV Hermersberg.

### Funktionär
Anfang 2008 wurde Fuchs zum „Teammanager Mannschaft und Sport“ des 1. FC Kaiserslautern berufen, er trat die Nachfolge von Klaus Toppmöller an. Am 30. März 2008 erklärte er aufgrund von Differenzen mit dem Aufsichtsrat seinen sofortigen Rücktritt von dieser Position. Im April 2009 wurde er Sportlicher Leiter bei Eintracht Trier, wo er bereits im Mai 2010 nach der Saison 2009/10 entlassen wurde. Von Januar bis Juli 2013 war er für den Regionalligisten SVN Zweibrücken als Berater tätig.
Zur Jahreshauptversammlung des 1. FC Kaiserslautern am 3. Dezember 2017 trat Fuchs als Kandidat für den Aufsichtsrat an. Er wurde zum zweiten Nachrücker gewählt und rückte schließlich im Oktober 2019 in das Gremium. Bei der nächsten turnusgemäßen Wahl am 27. Februar 2021 trat er erneut an und wurde diesmal direkt in den Aufsichtsrat gewählt. Im Mai 2022 trat er aus Protest gegen die Umstände der Freistellung von FCK-Trainer Marco Antwerpen von seinem Mandat zurück.
Neben seinen Tätigkeiten bei Fußballvereinen war oder ist Fuchs freiberuflich für Spielerberatungsunternehmen tätig.

## Familie
Sein Sohn Uwe war zuletzt Trainer des VfL Osnabrück. Sein verstorbener jüngerer Bruder Werner arbeitete ebenfalls als Fußballtrainer.